# Magna International
Magna International Inc. es una compañía austro-canadiense con sede en Aurora, Ontario, Canadá. Es el mayor fabricante de componentes para automóviles de Canadá. La compañía es dueña del fabricante de automóviles Magna Steyr situado en Graz, Austria.

## Historia
La compañía fue fundada en 1957 por Frank Stronach, un inmigrante austríaco, con el nombre Multimatic. La compañía se fusionó con Magna Electronics en 1969, para dar lugar a Magna International en 1973.
El 30 de mayo de 2009, se anunció el acuerdo con General Motors para la venta de sus subsidiarias europeas Opel y Vauxhall a un consorcio encabezado por Magna International.
Sin embargo, finalmente el acuerdo fue desestimado por GM a pesar de tener el apoyo del gobierno alemán.

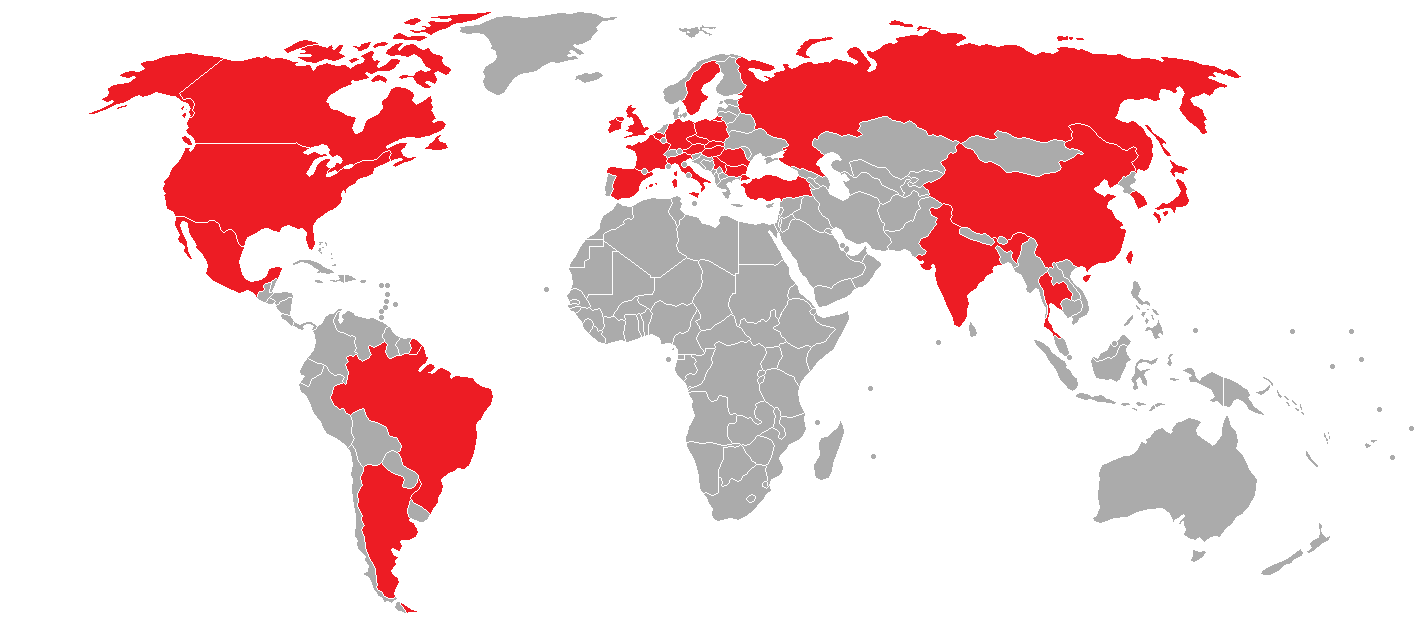
Presencia internacional de Magna International en 2016.

Magna también fabrica componentes del automóvil. Sus principales clientes son General Motors, Ford y Chrysler. Además de los "3 Grandes", Magna cuenta en su cartera de clientes con fabricantes como Volkswagen, BMW o Toyota. En Europa, Magna Steyr fabrica bajo contrato el Jeep Grand Cherokee, el miniván Chrysler Voyager y el actual BMW X3 (vehículo todoterreno). Magna tiene una presencia menor en Asia con 3 fábricas en Corea del Sur, 1 en Kunshan, China y 2 centros de desarrollo en Corea del Sur y China.
El 10 de septiembre de 2009 se hizo público el acuerdo definitivo entre el consorcio encabezado por Magna y General Motors.
En abril de 2015 se anuncia la venta de Magna Interiors, la división de interiores de Magna International, a la multinacional burgalesa de componentes para automóviles Grupo Antolín (Burgos - España) por 490 millones de euros.